# Edwin R. V. Wright

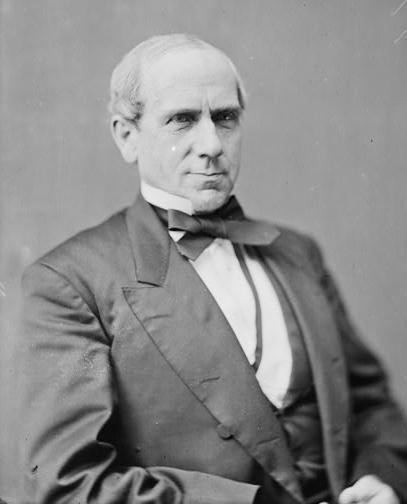
Edwin R. V. Wright

Edwin Ruthvin Vincent Wright (* 2. Januar 1812 in Hoboken, New Jersey; † 21. Januar 1871 in Jersey City, New Jersey) war ein US-amerikanischer Politiker. Zwischen 1865 und 1867 vertrat er den Bundesstaat New Jersey im US-Repräsentantenhaus.

## Werdegang
Edwin Wright besuchte die öffentlichen Schulen seiner Heimat und wurde danach ab 1835 im Zeitungsgeschäft tätig. In den folgenden Jahren verlegte er in New Jersey zwei Tageszeitungen. Nach einem anschließenden Jurastudium und seiner 1839 erfolgten Zulassung als Rechtsanwalt begann er in Jersey City in diesem Beruf zu arbeiten. Später verlegte er seinen Wohnsitz und seine Kanzlei nach Hudson City. Gleichzeitig schlug er als Mitglied der Demokratischen Partei eine politische Laufbahn ein. Im Jahr 1843 war er Mitglied im New Jersey State Council. Von 1851 bis 1855 fungierte Wright als Bezirksstaatsanwalt im Hudson County. 1855 wurde er zum Bürgermeister von Hudson City gewählt.
Bei den Kongresswahlen des Jahres 1864 wurde Wright im fünften Wahlbezirk von New Jersey in das US-Repräsentantenhaus in Washington, D.C. gewählt, wo er am 4. März 1865 die Nachfolge von Nehemiah Perry antrat. Da er im Jahr 1866 aus gesundheitlichen Gründen auf eine weitere Kandidatur verzichtete, konnte er bis zum 3. März 1867 nur eine Legislaturperiode im Kongress absolvieren. In diese Zeit fiel das Ende des Bürgerkrieges im April 1865. Seit diesem Jahr war die Arbeit des Kongresses von dem Konflikt zwischen der Republikanischen Partei und Präsident Andrew Johnson überschattet, der später in einem nur knapp gescheiterten Amtsenthebungsverfahren gipfelte.
Nach dem Ende seiner Zeit im US-Repräsentantenhaus zog sich Edwin Wright aus der Politik zurück.  Er starb am 21. Januar 1871 in Jersey City.